# エリザベス・ホイト
エリザベス・ホイト（Elizabeth Hoyt、生年不詳）は、アメリカ合衆国のロマンス作家。主な執筆ジャンルは歴史ロマンスだが、ジュリア・ハーパー名義で現代ロマンスも執筆している。

## 経歴
ルイジアナ州ニューオーリンズに生まれ、ミネソタ州セントポールで育つ。幼い頃から各国を巡る機会に恵まれ、スコットランドのセント・アンドルーズ、ドイツ、ベルギーなどを旅し、イギリス・オックスフォードで1年過ごした。交換留学生として川崎市でひと夏を過ごしたこともある。
バリスタ、販売員、州の税務署でのデータ入力、考古学のフィールドワークなどを経験したが、販売の仕事はひどいものだったし、ひたすら入力作業に追われる姿はまるで奴隷、フィールドワークにも不平ばかりがこぼれ、その後の人生でやりたいことは見つからず、マディソンのウィスコンシン大学で人類学の学位を取得。その後、割かし若い人と結婚し、2人の子供にも恵まれ、30代半ばまでは忙しい日々を過ごした。下の子が幼稚園に入った頃、母に「仕事をしたらどうか」と勧められ、自分でもロマンス小説を書けるだろうか、収入を得られるちゃんとした仕事になるだろうかという思いにとらわれるようになった。
本を読むことはもちろん、アメリカロマンス作家協会が年に1度開くワークショップに参加して小説の書き方を学んだ。5年後の2006年、『あなたという仮面の下は』(原題：The Raven Prince ）に買い手が付き、ロマンス作家としての道が開けた。ストーリーを考える以外に大した才能がなくて嬉しいとは思いもよらなかった。現在はミネアポリスに3匹の犬と夫と、雑草の手入れが大変な庭のある家で暮らしている。

## 作品リスト
| 邦題                   | 原題                 | シリーズ                  | 刊行年月   | 刊行年月   | 訳者       | 出版社 | 備考                                    |
| ---------------------- | -------------------- | ------------------------- | ---------- | ---------- | ---------- | ------ | --------------------------------------- |
| あなたという仮面の下は | The Raven Prince     | Princes trilogy 1         | 2006年11月 | 2009年03月 | 古川奈々子 | 原書房 | 中村地里作画で漫画化（2013年 宙出版）   |
| 雨上がりの恋人         | The Leopard Prince   | Princes trilogy 2         | 2007年04月 | 2009年09月 | 古川奈々子 | 原書房 | 松川祐里子作画で漫画化（2014年 宙出版） |
| せつなさは愛の祈り     | The Serpent Prince   | Princes trilogy 3         | 2007年09月 | 2010年04月 | 岡本千晶   | 原書房 |                                         |
|                        | Hot                  |                           | 2008年01月 |            |            |        | ジュリア・ハーパー名義                  |
| ひめごとは貴婦人の香り | To Taste Temptation  | Legend of Four Soldiers 1 | 2008年05月 | 2011年07月 | 岡本千晶   | 原書房 |                                         |
| 道化師と内気な花嫁     | To Seduce A Sinner   | Legend of Four Soldiers 2 | 2008年11月 | 2011年12月 | 岡本千晶   | 原書房 |                                         |
|                        | For the Love of Pete |                           | 2009年01月 |            |            |        | ジュリア・ハーパー名義                  |
| 孤城に秘めた情熱       | To Beguile A Beast   | Legend of Four Soldiers 3 | 2009年05月 | 2013年02月 | 琴葉かいら | 原書房 |                                         |
| 初恋と追憶の肖像画     | To Desire A Devil    | Legend of Four Soldiers 4 | 2009年11月 | 2013年12月 | 琴葉かいら | 原書房 |                                         |
|                        | The Ice Princess     | Princes trilogy中編       | 2010年08月 |            |            |        |                                         |
| 聖女は罪深き夜に       | Wicked Intentions    | Maiden Lane 1             | 2010年08月 | 2012年03月 | 川村ともみ | 原書房 |                                         |
| 無垢な花に約束して     | Notorious Pleasures  | Maiden Lane 2             | 2011年02月 | 2012年08月 | 川村ともみ | 原書房 |                                         |
| 淑やかに燃える口づけを | Scandalous Desires   | Maiden Lane 3             | 2011年10月 | 2013年07月 | 川村ともみ | 原書房 |                                         |
| 愛の吐息は夜風にとけて | Thief of Shadows     | Maiden Lane 4             | 2012年07月 | 2014年04月 | 川村ともみ | 原書房 |                                         |
| 光こぼれる愛の庭で     | Lord of Darkness     | Maiden Lane 5             | 2013年02月 | 2014年09月 | 川村ともみ | 原書房 |                                         |
| 女神は木もれ陽の中で   | The Duke of Midnight | Maiden Lane 6             | 2013年10月 | 2015年04月 | 川村ともみ | 原書房 |                                         |
| 永遠に愛の囁きを       | Darling Beast        | Maiden Lane 7             | 2014年10月 | 2016年01月 | 川村ともみ | 原書房 |                                         |
|                        | Once and Always      |                           | 2015年02月 |            |            |        | ジュリア・ハーパー名義                  |
| 愛しき光を見つめて     | Dearest Rogue        | Maiden Lane 8             | 2015年05月 | 2016年04月 | 緒川久美子 | 原書房 |                                         |